# Orgel der Westerhuser Kirche
Die Orgel der Westerhuser Kirche wurde 1642–1643 unter Verwendung weit älteren Materials von Jost Sieburg erbaut und ist als sein einziges Werk so gut wie vollständig original erhalten. Das wertvolle Instrument im ostfriesischen Westerhusen verfügt über sieben Register auf einem Manual und ein angehängtes Pedal.

## Baugeschichte
Um 1500 besaß die Kirche bereits eine gotische Orgel, da Sieburg Teile dieses Vorgängerinstruments übernommen hat. In den Jahren 1642 bis 1643 baute Jost Sieburg auf einer Empore im Osten ein neues Instrument, wobei er einen Großteil des alten Pfeifenwerks wiederverwendete. Dieses Instrument wurde 1647 bemalt und vergoldet.
1756/1757 wurde die Orgel von Cornelius Geerds Wallies (Leer) repariert und 1765/1785 führte Dirk Lohman (Emden) weitere Reparaturen durch. Im Jahr 1795 reparierte Johann Friedrich Wenthin (Emden) das Instrument, im Jahr 1852 sein Sohn Joachim Wenthin. 1875 wurde die Orgel weiß gestrichen und verschwanden auch die Inschriften. Unten rechts war zu lesen: „Anno 1643, den 24. Martii, do Dominus Folptetus Bonnaeus Hayunga Prediger und Onne Tjarks und Peter Schinckel Kerkvoogden weren, is dit orgel van meester Joest Siborgh verferdiget“. Die Traktur wurde vor 1900 erneuert. Im Diskant erfuhr der Tastaturumfang eine Erweiterung auf c3, wobei die fehlenden Pfeifen auf einer separaten Lade ergänzt wurden.
Eine Restaurierung führten Ahrend & Brunzema im Jahr 1955 durch, die weites Aufsehen erregte und Modellcharakter hatte. Wurde doch die alte Intonation bewahrt, nicht in das Pfeifenmaterial eingegriffen und die ursprüngliche mitteltönige Stimmung wieder angelegt. Abgängige oder später ersetzte Teile wie die alte Windlade, Traktur, Klaviatur und Balganlage wurden sorgfältig rekonstruiert und spätere Veränderungen rückgängig gemacht. Ein Chor der Mixtur wurde aus altem Material ergänzt. Ansonsten sind alle Register noch erhalten. Zwei Glockenkränze für die Zimbelsterne wurden angefertigt. Die alte Farbfassung aus Blau, Rot, Schwarz und Gold wurde wieder hergestellt, sodass nun auch wieder die Inschriften mit biblischen Texten aus Eph 5,19b  (oben) und Ps 150,4  (Mitte) zu lesen sind.

### Besonderheiten
Sieburg hat Teile einer gotischen Vorgängerorgel übernommen. Dies ist äußerlich am Gehäuse erkennbar, dessen unterer Teil noch die alten Stollenprofile aufweist, wie sie sich ganz ähnlich bei der spätgotischen Rysumer Orgel finden. Der Aufbau der Pfeifenfelder spiegelt den „Hamburger Prospekt“ wider. Die weiten, stark bleihaltigen gotischen Prinzipalregister wurden aufgeschnitten und in engerer Mensur wieder zugelötet. Das hat zur Folge, dass die Labien verhältnismäßig breit sind. Die Orgel weist trotz beschränkter Disposition einen kräftigen und intensiven, teils fast schneidenden Klang auf. Kräftig und obertonreich erklingt der 4-Fuß-Prinzipal im Prospekt. Die bläserartige Trompete mit den offenen Kehlen und kurzen Bechern ist typisch für die Bauweise der Renaissance. Sie diente bei der Rekonstruktion der Orgel in Neuringe (1981–1984) durch die Firma Alfred Führer als Vorbild. Neben der Orgel in Uttum gilt sie als eine der ältesten Trompetenregister überhaupt. Die Mixtur verleiht dem Plenum einen brillanten Klang, der durch die terzenreine Stimmung noch gefördert wird. Offensichtlich diente das Instrument der kurz zuvor eingeführten Begleitung des Gemeindegesangs, der bis 1640 unbegleitet blieb. Erst ab 1640 wurde in Ostfriesland (teils gegen Widerstand) die Orgel zur Liedbegleitung eingesetzt. Das wertvolle Instrument in Westerhusen vereint Elemente aus Gotik, Renaissance und Frühbarock und verschmilzt sie zu einer klanglichen Einheit. Dass nahezu der komplette Pfeifenbestand durch die Jahrhunderte unverändert erhalten geblieben ist, ist fast ohne Parallele.

## Disposition seit 1643
| I Hauptwerk C–c3 |            |
| Prinzipal        | 4′         |
| Gedackt          | 8′         |
| Quintadena       | 8′         |
| Octave           | 2′         |
| Quinte           | 1 ⁄2′      |
| Mixtur IV        | [ Anm. 4 ] |
| Trompete         | 8′         |

| Pedal C–e |
| angehängt |

- Gehäuse und Flügeltüren (original)
- Windlade (rekonstruiert)
- Magazinbalg (rekonstruiert)
- Cimbelstern (Glockenkränze rekonstruiert)

Anmerkungen
1. 1 2 3  Alt, aus gotischer Orgel umgearbeitet.
2. ↑  Alt, von Sieburg.
3. ↑  Alt, aus gotischer Orgel; weit mensuriert, oben konisch.
4. ↑  Alt, von Sieburg; 4. Chor aus altem Material 1955 rekonstruiert.
5. ↑  Alt, im Bass von Sieburg, im Diskant älter; mit offenen Kehlen und kurzen Bechern.

## Technische Daten
- Sieben Register
- Traktur:
  - Tontraktur: Mechanisch
  - Registertraktur: Mechanisch
- Winddruck: 76 mmWS
- Stimmung:
  - Höhe ca. ein Halbton über a1= 440 Hz
  - Mitteltönige Stimmung

## Aufnahmen/Tonträger
- Harald Vogel: Orgelland Ostfriesland. 1989, Deutsche Harmonia Mundi, HM 939-2, CD (Orgeln in Norden, Uttum, Rysum, Westerhusen, Marienhafe, Weener. Werke von D. Buxtehude, C. Goudimel, Anonymus, J.P. Sweelinck, S. Scheidt, C. Paumann, A. Schlick, A. Ileborgh, P. Hofhaimer, H. Isaac, H.L. Hassler, G. Böhm, J.S. Bach).
- Antoine Bouchard: Les plus belles orgues. 1994, Analekta Classics, AN 28216-7, 2 CD (Orgeln in Rysum, Osteel, Steinkirchen, Mittelnkirchen, Ganderkesee, Westerhusen, Dedesdorf.  Werke von Paumann, Susato, Sweelinck, Scheidemann, Bach u. a.).
- Orgellandschaften. Folge 4: Eine musikalische Reise zu acht Orgeln der Region Ostfriesland (Teil 1). 2013, NOMINE e.V., LC 18240 (Thiemo Janssen in Rysum, Osteel, Westerhusen, Marienhafe, Dornum und Agnes Luchterhandt in Uttum, Pilsum, Norden).
- Windgesang. Orgeln, Wind und Verwandte: Weh, windgen, weh... Krumhörner Orgelklänge. 2012, Verlag der Ostfriesischen Landschaft (Winfried Dahlke in Rysum, Uttum, Westerhusen und Pilsum mit Werken von Ghizeghem, Lassus, Palestrina, Böddecker u. a.)